# Victório Galli
Victório Galli Filho (Rosana, 30 de abril de 1961) é um professor e político brasileiro. Filiado ao Partido Trabalhista Brasileiro, foi deputado federal por Mato Grosso, 

## Carreira política
Iniciou a carreira política ao se filiar ao PMDB em 1985.
Candidatou-se a deputado federal em 2006 e 2010 pelo PMDB, obtendo sua suplência.
Em 2014, foi eleito deputado federal pelo PSC pela coligação Coragem e Atitude pra Mudar I com um total de 64.691 votos.
Em 17 de abril de 2016, votou pela abertura do processo de impeachment de Dilma Rousseff.
No dia 12 de dezembro de 2007, quando ainda filiado ao PMDB, apresentou o Projeto de Lei 2623/2007. O PL tinha como objetivo retirar de Nossa Senhora Aparecida o título de "padroeira do Brasil", conferindo-lhe o título de "padroeira dos brasileiros católicos apostólicos romanos". Em agosto de 2008, contudo, a Comissão de Educação e Cultura rejeitou o projeto de forma unânime.
Nas eleições de 2018, foi candidato a deputado federal pelo PSL, mas não conseguiu ser reeleito, obtendo cerca de 52 mil votos. Com essa votação, Galli ficou como primeiro suplente da coligação PSL/PATRI/PRP que elegeu Nelson Barbudo.